# Joseph Wambaugh
Joseph Aloysius Wambaugh Jr. (East Pittsburgh, 22 de janeiro de 1937 – Rancho Mirage, 28 de fevereiro de 2025) foi um escritor norte-americano conhecido por seus livros de ficção e não-ficção baseados no trabalho policial nos Estados Unidos.

## Biografia
Filho de um policial, Wambaugh nasceu em East Pittsburgh, Pensilvânia, Estados Unidos, em uma tradição católica romana. Três de seus avós eram imigrantes irlandeses e o quarto era um germano-americano cujo nome ancestral, Wambach, provavelmente foi alterado em Ellis Island.
Ele se juntou ao Corpo de Fuzileiros Navais dos Estados Unidos aos 17 anos (um elemento que ele trabalha em vários de seus romances) e se casou aos 18. Wambaugh recebeu um diploma inferior de artes do Chaffey College e depois se formou em nível superior na California State University, em Los Angeles, em inglês. Ele tinha a intenção de se tornar um professor de inglês, mas descobriu que os policiais da LAPD estavam ganhando mais dinheiro do que os professores, com melhores benefícios e um trabalho mais empolgante.
Vários de seus primeiros romances foram ambientados em Los Angeles, Califórnia, e seus arredores, e apresentavam policiais de Los Angeles como protagonistas. Ele foi indicado para quatro Prêmios Edgar (ganhando três), e foi nomeado Grão-Mestre pela Mystery Writers of America.
Wambaugh morreu em 28 de fevereiro de 2025 em Rancho Mirage devido a um câncer esofágico.

### Carreira policial
Ele ingressou no Departamento de Polícia de Los Angeles (LAPD) em 1960. Ele serviu por 14 anos, subindo na hierarquia de patrulheiro a sargento-detetive. 
Wambaugh e sua esposa criaram três filhos e ele permaneceu policial durante três best-sellers, mas eventualmente sua fama crescente tornou o trabalho policial impossível para ele.

## Livros
- The New Centurions (1971) A Policia e os Violentos (Arte Nova, 1971)
- The Blue Knight (1972)
- The Choirboys (1975)
- The Black Marble (1978)
- The Glitter Dome (1981)
- The Delta Star (1983)
- The Secrets of Harry Bright (1985) Ratos da Areia (Best Seller, 1985)
- The Golden Orange (1990)
- Fugitive Nights: Danger in the Desert (1992)
- Finnegan's Week (1993)
- Floaters (1996)
- Harbor Nocturne (2012)

### Série Hollywood Station
- Hollywood Station (2006) Divisão Hollywood (Record, 2009)
- Hollywood Crows (2008) Os Corvos de Hollywood (Record, 2011)
- Hollywood Moon (2009)
- Hollywood Hills (2010)

### Não-ficção
- The Onion Field (1973) Tempo Para Morrer (Nova Época, 1973)
- Lines and Shadow (1984)
- Echoes in the Darkness (1987) Ecos na Escuridão (Best Seller, 1987)
- The Blooding: The True Story of the Narborough Village Murders (1989)
- Fire Lover: A True Story (2002)

### Outro em português
A Cena do Crime (Best Seller, 1981) 

## Adaptações
- The New Centurions (1972)
- The Blue Knight (1973) série
- Police Story (série) (criador)
- The Choirboys (1977)
- The Onion Field (1979)
- The Black Marble (1980)
- The Glitter Dome (1984) telefilme
- Fugitive Nights (1993)[5]